# Psilostomum magniovum
Psilostomum magniovum är en plattmaskart. Psilostomum magniovum ingår i släktet Psilostomum och familjen Psilostomatidae. Inga underarter finns listade i Catalogue of Life.